# Bruno Crucitti
Bruno Crucitti (Messina, 8 giugno 1958) è un attore italiano.

## Biografia
Poco prima di laurearsi in psicologia a Padova intraprende gli studi teatrali; nel 1985 si diploma presso la Scuola Regionale di Teatro diretta da Costantino de Luca, dove come insegnanti di recitazione ha Checco Rissone e Arnoldo Foà. Studia anche mimo, canto lirico e scrittura teatrale. Si laurea in seguito in Lettere e Filosofia, indirizzo Storia del Teatro e dello Spettacolo, presso L'Università La Sapienza di Roma.
Lavora con Dario Fo e con i Mummenshanz in occasione del Faust, con Giancarlo Sbragia e Carla Gravina, per Taormina Arte nel 1987. Entra poi nella Compagnia Enrico Maria Salerno con la quale rimane sino alla morte dell'attore avvenuta nel 1994 prendendo tra l'altro parte a Sei personaggi in cerca d'autore diretto da Franco Zeffirelli messi in scena anche presso il National Theatre di Londra.
L'anno successivo costituisce Compagnia di Begli Ingegni, affiancando al mestiere di attore quello di autore e regista e continuando a recitare nelle compagnie di Valeria Valeri, Aldo Giuffrè  e Antonella Steni.
Dirige tra l'altro Gli straccioni di Annibal Caro, La spiritata di Antonfrancesco Grazzini e molte altre opere. Continua parimenti la sua attività di attore interpretando, tra l'altro, nel 1999 Sibirien di F. Mitterer, Amfitrion toujours di e con Arnoldo Foà per Spoleto Festival 2000, e diversi ruoli alla radio e in cinema. Sempre nel 2000 incomincia l'attività nel campo cinematografico realizzando il cortometraggio Le pietre di Medea. L'anno dopo scrive e dirige Massimo Ghini nel mediometraggio Il tragitto.
Nel 2001 scrive e interpreta Solo in mari diversi. Nel 2002 scrive e dirige il docufilm I ragazzi della Luna.
A partire dal 1998 svolge attività laboratoriale, curando gli allestimenti di spettacoli teatrali con studenti italiani che frequentano corsi di lingua inglese in Gran Bretagna e Irlanda.
Per il cinema e la televisione è stato diretto tra gli altri da Sergio Sollima (Uomo contro uomo), Vittorio De Sisti (Gente di mare), Vittorio Sindoni (Il capitano, L'uomo che sognava con le aquile, Butta la luna, La mia casa è piena di specchi e Abbraccialo per me), i Manetti Bros. (Magia nera, Morte di un confidente, Rex 2, Rex 7 e L'ispettore Coliandro) e Carlo Vanzina (VIP).

## Filmografia

### Teatro
2020/2022: Arsenico e vecchi merletti di Joseph Kesselring, regia di Geppy Gleijeses
2016: Don Chisciotte Solo. Maratona di lettura di Bruno Crucitti al Centro Sperimentale di Cinematografia di Roma
2016: A porte aperte di Leonardo Sciascia. Lettura integrale presso il Liceo Scientifico “Giovanni Keplero” di Roma per “Libriamoci: giornate di lettura nelle scuole” con RAI Cultura
2004: Sahalin, l’isola dei deportati di Anton Cechov – Roma
2004: Desiderio di follia di Bruno Crucitti con Flavio Bucci – Siracusa
2001: Solo in mari di versi di e regia B. Crucitti – (protagonista)
2001: La scimmia e l’orizzonte di e regia G. Calligarich – (Coprotagonista)
2000: Con la mano sul cappello – F. Poggiali – Regia S. Chiosi (coprotagonita)
2000: Quadrato del margine di A. Varani – Regia E. Felloni (Coprotagonista)
2000: Amfrition toujours di A. Foà – Comp. A.Foà – regia di A.Foà (Mercurio) Spoleto Festival
1999: La Scrivania di E. Jefferson – Regia G. Gandini (Protagonista)
1999: Sibirien di F. Mitterer – Comp. Di Begli Ingegni - Regia B.Crucitti – (Protagonista)
1998: Infiniti Leopardi-Versi e Pensieri di B. Crucitti – Comp. Di Begli Ingegni – (Protagonista)
1997: La città nel sole di B. Crucitti – Comp. Di Begli Ingegni – Regia di B. Crucitti (Protagonista)
1998: Terra di fuoco di Francisco Coloane – Lettura drammatica –Prima Internazionale Letteratura – Roma
1995/96/97: Il clan delle vedove di G. Beauvais – Garcin – Comp. V.Valeri – Regia P.R.Gastaldi (Thierry
1995: In nome di Giorgia di B. Crucitti – Comp. Di Begli Ingegni – Regia di B. Crucitti (Protagonista)
1993: La locandiera di C. Goldoni – Comp. Vannuccini – Bartoli – Regia R. Vannuccini (Fabrizio)
1992/93: Morte di un commesso viaggiatore di A. Miller – Comp. E.M. Salerno – Regia E.M. Salerno (H.Wagner)
1991792: Sei personaggi in cerca di autore di L. Pirandello – Comp. E.M.Salerno, regia F.Zeffirelli – (Ottimizzatore) – presentato anche presso il Royal National Theatre di Londra – (Littelton Theater)
1990/91: Folle Amanda di Barillet e Gredy – Comp. Steni – Garrone – Regia M. Cinque (Clovis)
1990/91: On va faire la cocotte di G. Feydeau – Comp. Giuffrè Steni – Regia A. Giuffrè (Poitrinet, bellimbusto)
1989/90: Il pensiero di L. Andreev – Comp. E.M.Salerno – Regia E.M.Salerno (S.S. Prjamoj, psichiatra)
1988/89: Non è vero…ma ci credo di P. De Filippo – Comp. Mollica – Regia M.Mollica – (Alberto Sammaria)
1988/89: L’altalena di N. Martoglio – Comp. Mollica – R. M.Mollica (Turiddu)
1987/88: Amleto di W.Shakespeare – Comp.Barbone – Regia L.M. Barbone (Orazio)
1987: Faust di W.Goethe – Comp. Sbragia-Gravina – Regia G.Sbragia – Taormina Teatro Greco (Lo Studente)
1986/87: Il Governo di Verre da Cicerone-Comp. Balbo Giovampietro – Regia R.Giovampietro – (Il cancelliere)
1986: Venezia salva di T. Otway-Comp. Corrado Pani – Regia S. Sequi (Un capitano)
1986: I pitocchi fortunati di C. Gozzi- Comp. Mariano Rigillo-Regia G. De Bosio (Un pitocco) Biennale Teatro - Venezia

### Cinema
- Il piacere delle carni, regia di Barbara Barni (1992)
- Gioco con la morte, regia di Maurizio Longhi (2002)
- Il compagno americano, regia di Barbara Barni (2003)
- Fuori c'è un mondo, regia di Giovanni Galletta (2017)

### Televisione
- Uomo contro uomo, regia di Sergio Sollima – miniserie TV (1987)
- Boris Giuliano - Un poliziotto a Palermo, regia di Ricky Tognazzi – miniserie TV (2016)
- Lui e lei – serie TV, episodio 1x01 (1998)
- I.A.S. - Investigatore allo sbaraglio, regia di Giorgio Molteni – film TV (1999)
- La squadra - serie TV, episodio 3x03 (2002)
- L'uomo che sognava con le aquile, regia di Vittorio Sindoni – miniserie TV (2006)
- L'ispettore Coliandro – serie TV, episodio 1x04 (2006)
- Crimini – serie TV, episodio 1x06 (2007)
- La mia casa è piena di specchi, regia di Vittorio Sindoni – miniserie TV (2010)
- R.I.S. Roma - Delitti imperfetti- serie TV, episodio 1x15 (2010)
- Distretto di Polizia 10, regia di Alberto Ferrari – serie TV, episodio 10x09 (2010)
- Don Matteo – serie TV, episodio 8x08 (2011)
- Il giovane Montalbano – serie TV, episodio 2x02 (2015)
- Giorgio Ambrosoli - Il prezzo del coraggio, regia di Alessandro Celli – docu-drama (2019)
- Svegliati amore mio, regia di Simona Izzo e Ricky Tognazzi – miniserie TV, puntata 2 (2021)
- Rocco Schiavone – serie TV, episodio 5x03 (2023)